# Quattro Pilastri del Destino

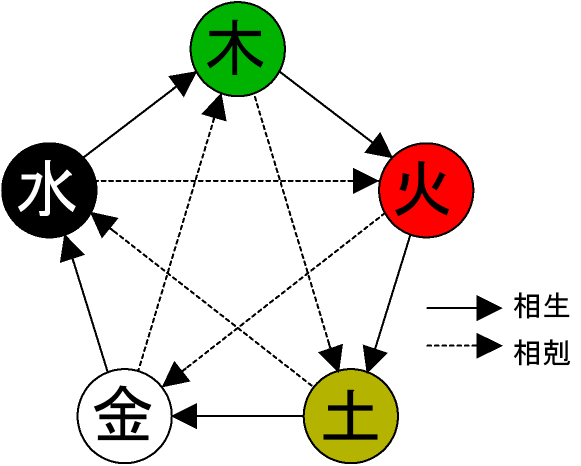
I 5 elementi e le loro interazioni tra di loro.

I Quattro Pilastri del Destino (cinese: 生辰八字 pinyin: Shēng Chén Bā Zì, o Cinese tradizionale: 四柱命理學 Cinese semplificato: 四柱命理学 Nome cinese alternativo: 子平命理 pinyin:zipíng mìnglǐ, che significa "Quattro pilastri della vita" in cinese) è un tipo di cultura cinese che descrive i quattro componenti che presumibilmente creano il destino di una persona.
Questo è derivato dalla teoria di yin e yang, cinque elementi e radici celesti, anche è un metodo per stimare il destino della vita di una persona in base alla data di nascita. Fu registrato per la prima volta nel Periodo degli Stati Combattenti. Dal momento che la dinastia Song, Xu Zi Ping stabilì i quattro pilastri del tempo, giorno, mese e anno. questo tipo di astrologia è utilizzato anche in Giappone e Corea (Nome Kanji giapponese: 四柱推命, Nome Hiragana: しちゅうすいめい, Nome hangul coreano: 사주, Hanja: 四柱)
I quattro pilastri sono usati nelle pratiche di previsione future, come Zi Wei Dou Shu, nell'astrologia cinese. Sono stati fatti confronti tra Ba Zi e l'astrologia occidentale. Tuttavia, a differenza dell'astrologia, l'analisi di Ba Zi non si basa su un "allineamento" di corpi celesti di stelle o pianeti, ma su un "allineamento" di intervalli di tempo delimitati dal Wan Nian Li, cioè cioè il famoso calendario cinese dei "10000 anni".
Di solito indicato come "Quattro pilastri" o "Ba Zi", l'altro termine usato più di frequente può essere tradotto come "Gli otto caratteri", perché ciascuno dei quattro pilastri (che rappresentano l'anno, il mese, giorno e ora di nascita) è suddiviso in due caratteri: uno per il Tronco Celeste e l'altro per il Ramo Terrestre. Ci sono dieci tronchi celesti e dodici rami terrestri. I dodici animali dello zodiaco sono la rappresentazione popolare dei dodici rami terrestri. Un buon Ba Zi è, ad esempio, quello dell'Imperatore Qianlong.

## Storia
Nell'antica Cina, quando i ragazzi raggiungevano l'età adulta, erano costretti a sostenere un esame chiamato esame imperiale in cui il risultato dipendeva non solo dal risultato accademico dell'esaminatore, ma anche dagli studi esaustivi dei loro quattro pilastri del destino.
A quel tempo, gli esaminatori imperiali osservavano attentamente la compatibilità delle loro carte natale e se il loro destino fosse importante o meno come la posizione richiesta, poiché le loro convinzioni affermavano che in quel momento l'idoneità e il rapporto di ogni persona con la persona poteva essere vista mondo.

I quattro pilastri del destino sono il risultato dell'energia dell'anno, del mese, del giorno e dell'ora di nascita di ogni persona e del suo rapporto con il mondo.

## Sviluppo
Quattro pilastri del destino risalgono alla dinastia Han, ma non era sistematico come lo conosciamo oggi. Durante l'era della dinastia Tang, Lǐ Xūzhōng (cinese: 李虛中) riorganizzò questo concetto e usò ciascuno dei due caratteri del ciclo sessantenne assegnato all'anno, al mese e alla data di nascita di una persona. per prevedere la sua personalità e il suo futuro. Questo è stato chiamato i "tre pilastri del destino", e dopo questa teoria è diventato sempre più popolare.
Durante la dinastia Song, Xú Zi Píng (cinese: 徐子平), che riformò i "Tre pilastri del destino" di Lǐ Xū-Zhōng, aggiungendo "l'ora della nascita" come quarto pilastro, il che significa aggiungere altri 2 personaggi dal ciclo sessagesimale ai pilastri del destino persona, da sei caratteri a otto caratteri, che rendevano la precisione della previsione molto più alta e diventavano più utili. Pertanto, le persone vedevano Xú Zi Píng come lo strato di una solida base dei Quattro Pilastri del Destino.

## Componenti
La metafisica del Paese difende l'idea che il destino di ogni persona sia determinato da tre componenti: 
1. La fortuna della Terra.
2. La fortuna dell'Uomo.
3. La fortuna del Cielo.

La fortuna della Terra
La fortuna della terra è il settore del feng shui che si riferisce alle energie che l'uomo riceve dalla Terra.
La fortuna dell'Uomo
La fortuna dell'uomo si riferisce alle azioni e ai pensieri dell'uomo.
La fortuna del Cielo
Il destino del cielo si riferisce alle fluttuazioni del flusso di Qì nel tempo e al modo migliore per trasportarsi da queste correnti.

## Pilastri
I quattro pilastri del destino sono determinati da:
1. Il giorno di nascita.
2. Il mese di nascita.
3. L'anno di nascita.
4. L'ora della nascita.

Il giorno di nascita
Il giorno di nascita è il pilastro più importante e si riferisce alla rappresentazione del sé, dell'io stesso, della personalità e delle attività.
Il Mese di nascita
Il mese di nascita è il secondo pilastro e si riferisce alle persone più vicine alla persona come i genitori.
L'anno di nascita
L'anno di nascita è il terzo pilastro ed è il pilastro più esterno che si riferisce a nonni e antenati.
L'ora della nascita
L'ora della nascita è il quarto pilastro e si riferisce alle persone che dipendono da noi in quanto bambini o dipendenti sotto la nostra responsabilità, nonché a ciò che produciamo o produciamo e al risultato delle nostre azioni.

## Scuole
Le scuole sono la scuola accademica (學院派, Xué Yuàn Pài) e la scuola professionale (江湖派, Jiāng Hú Pài).
La scuola accademica iniziò con Xú Zi Píng (徐子平) all'inizio della dinastia Song. Xú ha fondato la pura base teorica del sistema. I rappresentanti di questa scuola e delle loro pubblicazioni includono:
Dinastia Song  (宋)
- Sān Mìng Yuān Yuán 三命渊源, di Xú Dà Shēng 徐大升
- Yuān Hǎi Zi Píng 淵海子平, compilato da Xú Dà Shēng 徐大升 (in stile Zi Píng 子平)

Dinastia Ming (明)
- Dī Tiān Suǐ 滴天髓
- Sān Mìng Tōng Kuài 三命通會, di Wàn Mín Yīng 万民英
- Míng Wàn Yù Wú 明萬育吾
- Míng Liú Jī 明劉基

Dinastia Qing (清)
- Mìng Lǐ Yuē Yán 命理約言, di Chén Sù Ān 陈素庵
- Mìng Lǐ Tàn Yuán 命理探源 di Yuán Shù Shān 袁树珊

## In Giappone
Definizioni
Shō-Kan è anche il pronome relativo tra le radici celesti. Quando celebriamo il nostro compleanno come 甲子, 甲戌, 甲申, 甲午, 甲辰, 甲寅, nel calendario cinese, il Tei, Hail not to (丁) apparterrà allo Shō-Kan. Quando abbiamo i gambi celesti come 甲 per il nostro compleanno, 丁 agisce come un fattore Shō-Kan, come segue:
- 乙 : 丙
- 丙 : 己
- 丁 : 戊
- 戊 : 辛
- 己 : 庚
- 庚 : 癸
- 辛 : 壬
- 壬 : 乙
- 癸 : 甲

Il significato
In generale, Shō-Kan è sinonimo di splendidi talenti, apparenze brillanti, potenziale accademico.
La libertà di parola, la libertà di pensiero e la libertà di espressione sarebbero legate allo Shō-Kan.
Quando non c'è il giusto Shō-Kan nella nostra vita quotidiana, possiamo confonderci e persino essere coinvolti in atti antisociali.
Shō-Kan è anche il simbolo di una spada e di un taglio.
I personaggi con Shō-Kan sono generalmente brillanti e belli, tuttavia, il successo reale e reale nella vita è un altro aspetto.
Esempio
Hirohito (noto anche come imperatore Shōwa), nato il 29 aprile 1901, morì il 7 gennaio 1989. Il suo compleanno è il 29 aprile 1901, un giorno chiamato Shōwa Day in Giappone.
Il grafico è il seguente:
- Anno di nascita: 1901: 辛丑
- Mese di nascita: aprile: 壬辰
- Giorno di nascita: 29: 丁丑
- Ora di nascita: 10:15 di notte (22:15): 辛亥

La structure principale de son thème est 傷官 (Shō-Kan), 格.
Il giorno di 丁 (nel calendario cinese) incontra aprile, il mese di Do-Yo (土用?), il mese di 戊, così otteniamo lo Shō-Kan. L'elemento e lavoratore più importante nel suo grafico è il 甲 o 乙. L'Inju è anche il lavoratore che controlla Shō-Kan. Nel 1945, l'anno del 乙酉, Inju non ha effetto. La radice celeste 乙 è in Ku Bo (空亡?).
Inoltre, il Dai Un (la storia a lungo termine del Giappone) è il seguente. L'inizio di aprile nel calendario lunare è il quinto giorno, quindi ci sono 24 giorni tra il giorno 5 e il compleanno di Hirohito. Un mese equivale a dieci anni in Dai Un e 24 giorni equivale a otto anni. Gli eventi nella cronologia storica corrispondenti alla sua vita dagli otto ai 18 anni sono i seguenti.
Da 8 anni a 18 anni: 辛卯
- Da 18 a 28: 庚寅: corrispondente al regno e all'inizio del periodo Showa nel 1926
- Da 28 a 38: 己丑: inizio della seconda guerra sino-giapponese nel 1937
- 38 a 48: 戊子: Seconda guerra mondiale, 1939-1945
- Da 48 a 58: 丁亥
- Da 58 a 68: 丙戌
- 68 a 78: 乙酉
- 78-88: 甲申: fine del periodo Showa nel 1989
- Da 88 a 98: 癸未

I fautori del sistema Shō-Kan credono che il dipinto di Hirohito spieghi in qualche modo la sconfitta del Giappone nella seconda guerra mondiale dopo le catastrofiche esplosioni di bombe atomiche a Hiroshima e Nagasaki.

## Periodicità dei quattro pilastri
Il problema della periodicità dei quattro pilastri è un problema nell'aritmetica del calendario, ma la maggior parte degli indovini non è in grado di gestire correttamente la matematica. Hee, ad esempio, ha proposto che siano necessari 240 anni perché un dato quadruplo a quattro pilastri si ripeta. Al P. 22, Hee ha scritto,
... a causa delle numerose combinazioni possibili, occorrono 60 anni per la ripetizione di una singola serie di pilastri annuali (in confronto, una serie di pilastri mensili si ripete dopo soli cinque anni). Pertanto, se hai un certo giorno e un certo orario, tutti e quattro i pilastri si ripetono tra 60 anni. Tuttavia, poiché lo stesso giorno potrebbe non apparire nello stesso mese esatto - e anche se è nello stesso mese, il giorno potrebbe non essere trovato nello stesso semestre - ci vogliono 240 anni prima che i quattro pilastri identici non compaiono più ...
La proposizione di Hee non è corretta e può essere facilmente confutata da un controesempio. Ad esempio, le quadruple a quattro pilastri per 1984-3-18 e 2044-3-3 sono esattamente le stesse (cioè 甲子 - 丁卯 - 辛亥 - xx) e sono distanziate solo di 60 anni . Ma la successiva iso-quadrupletto non riapparirà fino a dopo 360 anni (su 2404-4-5). Inoltre, è necessaria una periodicità di 1800 anni affinché l'ordine corrisponda sia al ciclo sessagesimale che al ciclo gregoriano. Ad esempio, 4-3-18, 1980-3-18 e 3964-3-18 condividono lo stesso quadrupletto a quattro pilastri.
La soluzione al quadrupletto iso-gregoriano è un problema diofantino. Supponiamo che la distanza, g {\ displaystyle g} g, tra due quadruple successive a quattro pilastri sia irregolare e che sia data da {\displaystyle g=60(365\lambda _{1}+\lambda _{2})} e supponiamo che {\displaystyle f} et {\displaystyle f+g'} due numeri successivi con mese e giorno gregoriani identici, allora possiamo dimostrarlo l'intervallo {\displaystyle g'} è dato da {\displaystyle g'=365\lambda _{3}+366\lambda _{4}.} per {\displaystyle g} e {\displaystyle g'} per coincidere, dobbiamo risolvere.